# Max Nosseck
Max Nosseck (Nakel, 19 settembre 1902 – Bad Wiessee, 29 settembre 1972) è stato un regista e attore tedesco.

## Filmografia parziale

### Regista
- L'amico del granduca (Der Schlemihl) (1931)
- Hanno pignorato mia moglie (Es geht um alles) (1932)
- Einmal möcht' ich keine Sorgen haben (1932)
- Gado Bravo (1934)
- Il re dei Campi Elisi (Le roi des Champs-Élysées) (1934)
- Ragazze nell'artiglio (Gambling Daughters) (1941)
- Lo sterminatore (Dillinger) (1945)
- Lo strangolatore di Brighton (The Brighton Strangler) (1945)
- Garden of Eden (1954)
- ...und wer küßt mich? (1956)

### Attore
- Matrimonio in pericolo (Ihr letztes Liebesabenteuer), regia di Max Reichmann (1927)
- Dove vai senza mutandine? (Mir hat es immer Spaß gemacht), regia di Will Tremper (1970)

### Sceneggiatore
- Polikuska, regia di Carmine Gallone (1958)